# Schwerbeton
Schwerbeton ist gemäß EN 206 ein Beton, 
der im ofentrockenen Zustand einen Zielwert der Rohdichte über 2600 kg/m³ aufweist.

## Gesteinskörnung
Die hohe Trockenrohdichte wird durch Verwendung schwerer Gesteinskörnung erreicht. 
Diese sind überwiegend Baryt (Schwerspat überwiegend BaSO4), Ilmenit (Titaneisenstein überwiegend FeTiO3), Magnetit (Magneteisenstein überwiegend Fe3O4) oder Hämatit (Roteisenstein überwiegend Fe2O3) oder Schwermetallschlacken (überwiegend Blei- oder Chromschlacke).
Für Strahlenschutzbetone werden auch Limonit, Colemanit, Borfritte, Borcalcit oder Borcarbid verwendet.

## Verwendung
Schwerbeton wird unter anderem als Strahlenschutzbeton zur Abschirmung von Röntgen-, Gamma-, Neutronen-, und Elektronenstrahlung verwendet. Eine weitere Abschirmung ist dann oft nicht mehr nötig. 
Weitere Anwendungen sind Ballastgewichte, zum Beispiel Krankontergewichte, Brückenwiderlager, in Schiffen oder als Gewichtssteine.
Im Bauwesen wird Schwerbeton unter anderem verwendet, um das Gewicht von im Grundwasser liegenden Sohlplatten zu erhöhen und so das Aufschwimmen der Kellergeschosse zu verhindern. Sohlplatten aus Normalbeton müssten dicker ausgeführt und dementsprechend tiefer im Erdreich bzw. Grundwasser eingebunden werden. Die damit verbundenen Kosten zur Grundwasserabsenkung stehen dem etwa zehnmal höheren Kubikmeter-Preis von Schwerbeton gegenüber.